# Michael Levinas
Michael Levinas (ur. 18 kwietnia 1949 w Paryżu) – francuski pianista i kompozytor.
Syn słynnego francuskiego filozofa Emmanuela Levinasa. Uczęszczał do Konserwatorium Paryskiego, gdzie od 1988 później sam wykładał. Jego profesorem był Olivier Messiaen. 18 marca 2009 został wybrany do francuskiej Académie des Beaux-Arts.